# Tony Barrow
Anthony F. J. Barrow (11 de maio de 1936 - 14 de maio de 2016) foi um assessor de imprensa britânico que trabalhou com os Beatles entre 1962 e 1968. Ele cunhou o termo "the Fab Four", primeiro usando-o em um comunicado de imprensa antecipado.

## Livros
- The Making of the Beatles' Magical Mystery Tour (1999) ISBN 0-7119-7575-2[5]
- John, Paul, George, Ringo and Me: The Real Beatles Story (2006) ISBN 1-56025-882-9[5]